# Cmentarz prawosławny w Terespolu
Cmentarz prawosławny w Terespolu – nekropolia przeznaczona dla pochówków osób wyznania prawosławnego, administrowana przez parafię św. Jana Teologa w Terespolu.
Nowy cmentarz prawosławny – pierwsza nekropolia tego wyznania, następnie unicka, funkcjonowała przy cerkwi św. Jana Teologa – został założony w Terespolu w I poł. XIX w. Zlokalizowany jest we wschodniej części miasta. Na jego terenie zachowało się kilkadziesiąt zabytkowych pomników nagrobnych z ostatnich lat XIX w. i z początku wieku XX. Na cmentarzu znajduje się również drewniana kaplica Zmartwychwstania Pańskiego.
17 września 1939 na terenie nekropolii żandarmeria polowa Wehrmachtu dokonała zbrodni na polskich oficerach i żołnierzach w liczbie ok. 60 osób. Zamordowanych pochowano w zbiorowym grobie. Miejsce to upamiętniają pomniki nagrobne, osobny ku czci żołnierzy, odrębny poświęcony oficerom.
Na cmentarzu znajdują się nagrobki kapłanów związanych z Terespolem – ks. Mikołaja Poleszczuka (1921–1975; wychowany w Terespolu, służył następnie głównie w diecezji wrocławsko-szczecińskiej) oraz ks. Arkadiusza Nikolskiego, proboszcza w Terespolu i Kobylanach, duchownego prawosławnego, a następnie neounickiego.

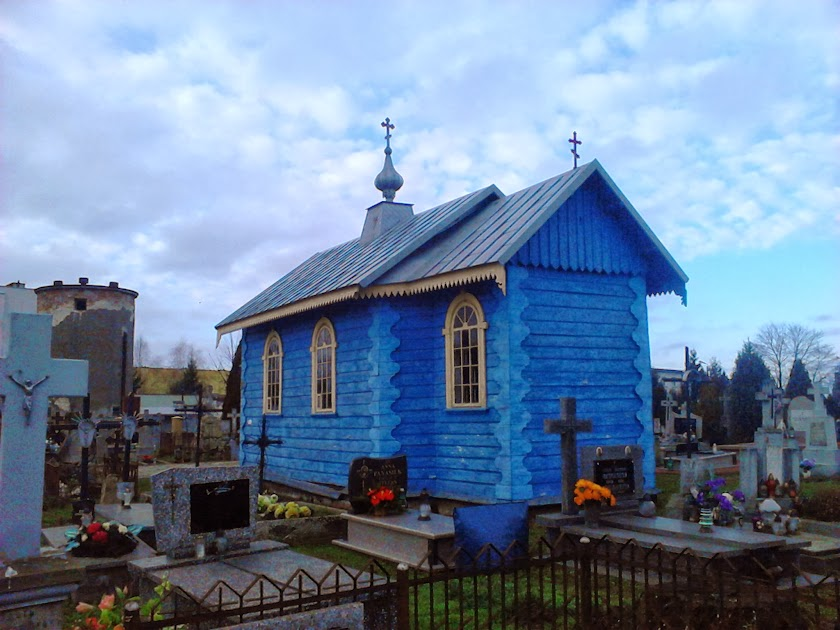
Kaplica cmentarna
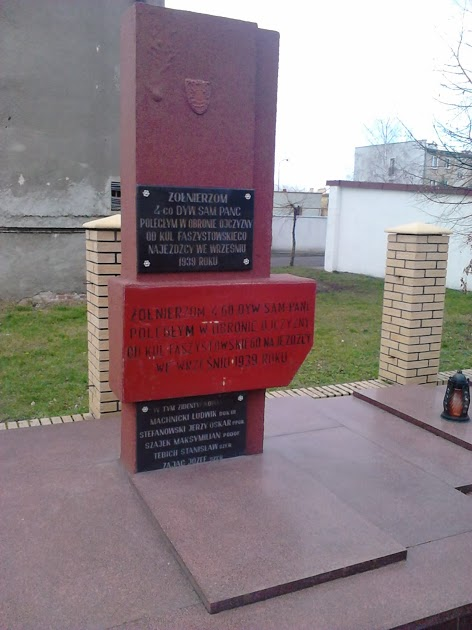
Mogiła żołnierzy polskich z 1939
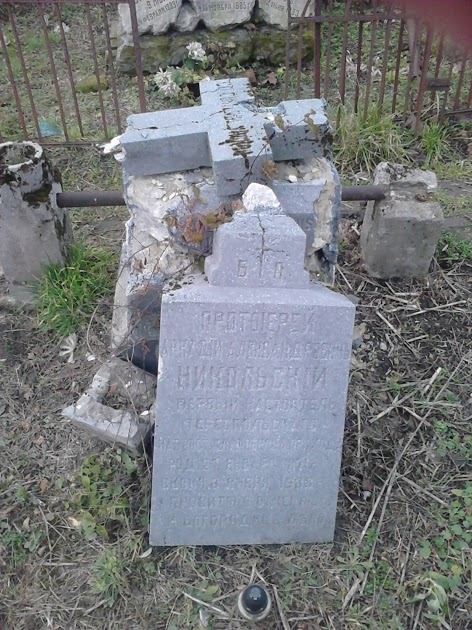
Zniszczony grób Arkadiusza Nikolskiego
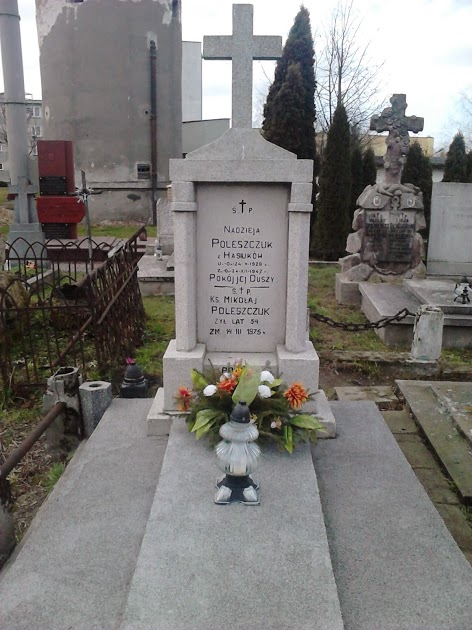
Grób Mikołaja Poleszczuka i jego żony Nadziei
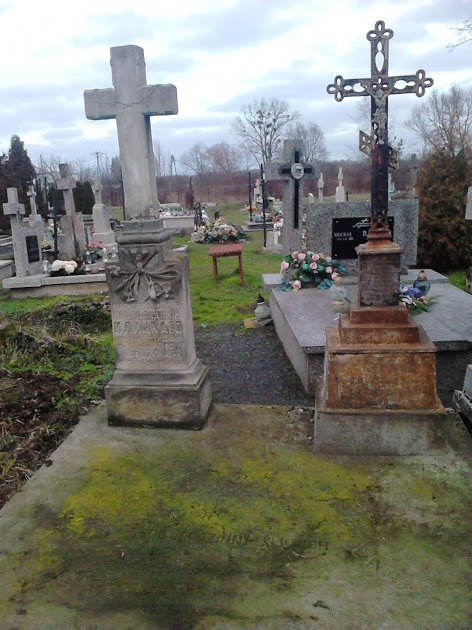
Grób rodzinny Klickich (XIX–XX w.), po lewej nagrobek Siergieja Klickiego, burmistrza Terespola (zm. 1901)